# 福建武夷山国家公园
27°39′25″N 117°57′3″E / 27.65694°N 117.95083°E
武夷山国家公园位于中国福建省西北部和江西省东北部交界的武夷山脉中的一片低山丘陵内，位于武夷山市、建阳区、邵武市、光泽县的交界处, 规划总面积1,001.41平方公里。是第一批国家重点风景名胜区、联合国教科文组织评定的世界文化与自然双重遗产。该国家公园的范围包括福建武夷山国家级自然保护区、武夷山国家级风景名胜区和九曲溪上游保护地带。
武夷山国家公园属于典型的丹霞地貌，主要景观是盘绕山间的九曲渓、夹岸矗立的三十六座奇峰（最有名的是玉女峰）和九十九座山岩，平均海拔350米。武夷山风景区属于亚热带气候，有450種以上的脊椎動物、5000種以上的昆虫、2500種以上的植物。特产武夷岩茶，最高級的品种是大红袍。
武夷山，得名于山神武夷君。是古代越族的活动中心之一，留下闽越王城遗址和不少悬棺。南宋时期，这里又是朱子理学的摇篮，朱熹在这里的紫阳书院讲学40多年。

## 歷史
自古以來，武夷山就以奇秀甲于東南的自然風光，令古今遊者折服，而武夷山底蘊豐厚、悠久的歷史文化和無數優美動人的故事、掌故及傳說，又令中外遊人陶醉。秦漢以來，武夷山素為儒者、僧人、道士、丹客流連之地。
漢武帝曾派遣使者在大王峰南麓设壇，用乾魚祭祀本山的山神武夷君。唐玄宗天寶年間，朝廷封武夷山為「天下名山」。唐末五代时把武夷山列为天下三十六洞天的「第十六洞升真元化之天」。
武夷山文物古迹主要有架壑船棺、武夷宫（冲佑观）、武夷精舍遗址、遇林亭瓷窑遗址、元代皇家御茶园遗址等，摩崖石刻400多处。南朝陈的顾野王、宋朱熹、明黄道周都曾在此讲学。
1979年，武夷山自然保护区被国务院列为全国５个重点自然保护区之一；1982年，武夷山被列为国家重点风景名胜区；1987年，武夷山自然保护区被联合国教科文组织列入世界人与生物圈；1992年，武夷山自然保护区被联合国列为全球生物多样性保护区；1992年，国务院批准设立武夷山国家旅游度假区；1993年9月，国务院批准设立武夷山航空口岸为国家一类口岸；1999年1月，被国家旅游局命名为首批中国优秀旅游城市；1999年10月，被中央文明办、国家建设部、国家旅游局授予全国第二批文明风景旅游区示范点；1999年12月1日，被联合国教科文组织世界遗产委员会列入《世界自然遗产和文化遗产名录》，
武夷山列入「世遗」的区域总面积达999.75平方公里，是目前中国面积最大的世界遗产地，是继泰山、黄山、峨嵋山－乐山大佛之后，中国第四个列入世界双重遗产的单位，成为全世界22个双重遗产地之一。
2021年10月12日，武夷山國家公園正式設立。

## 武夷山世界遗产
1999年，联合国教科文组织世界遗产委员会将武夷山列入《世界遗产名录》。

### 文化遗产
- 架壑船棺，距今3750馀年，是目前国内外现存中年代最早的悬棺遗址。
- 古汉城遗址，距今2355±70年，西汉闽越国时期的王城，面积达22万平方米。
- 朱子理学文化，构成中国宋代至清代处于统治地位的思想理论，影响远及东亚、东南亚。
- 摩崖石刻，现有426幅，由宋至清是武夷山古文化和古书法艺术的宝库。
- 古崖居遗址。
- 茶文化。
- 宗教文化。
- 馀庆桥。

### 自然遗产
- 「三三秀水清如玉」的九曲溪，与「六六奇峰翠插天」的三十六峰，九十九岩的绝妙结合，它异于一般自然山水，是以奇秀深幽为特色的巧而精的天然山水园林。
- 世界生物多样化保护的关键地区，具有世界同纬度带现存最典型、面积最大、保存最完整的亚热带原生性森林系统。
- 丰富的野生动物资源。
- 世界昆虫种类最丰富地区。

## 图集

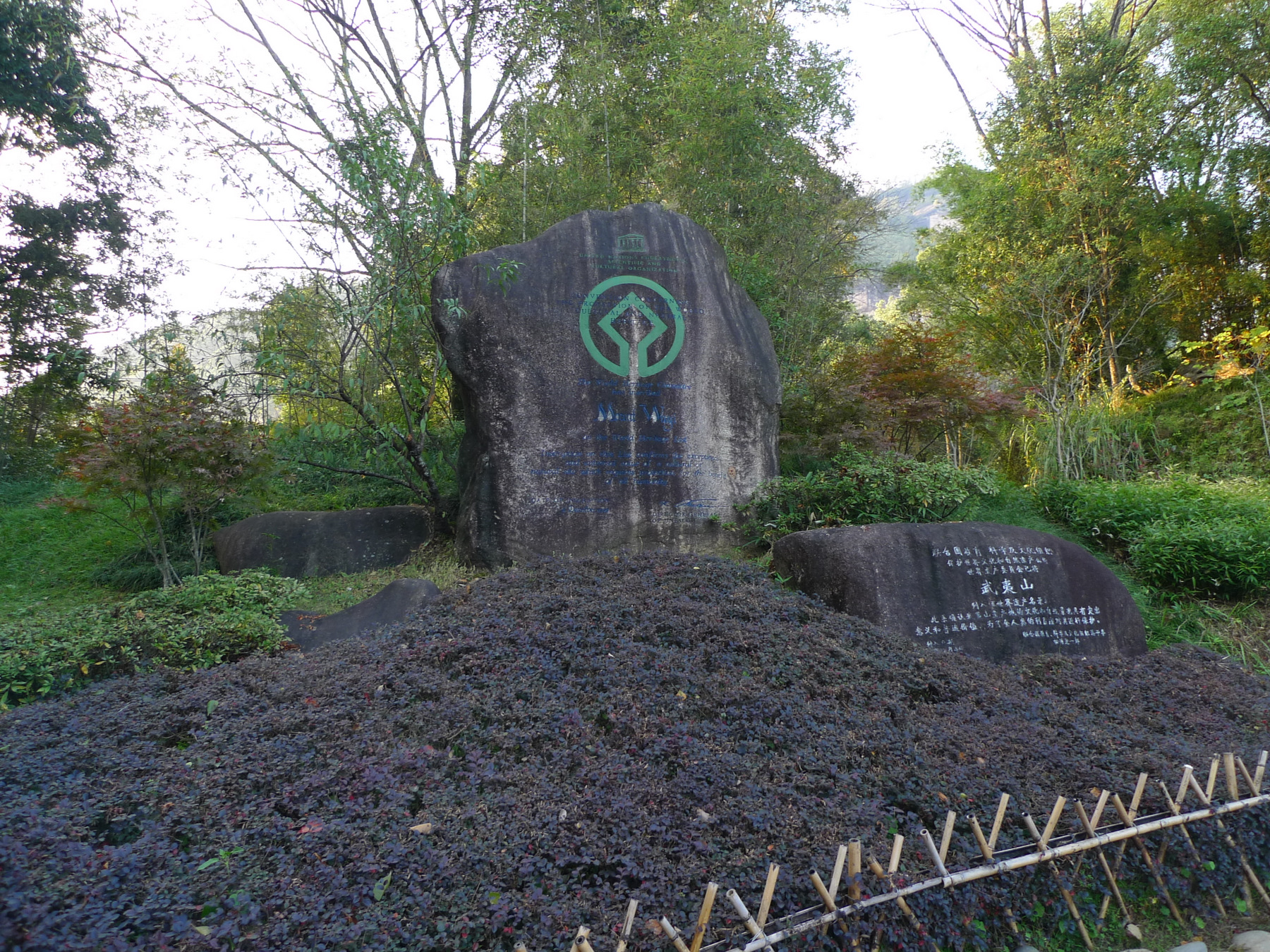
世界遗产
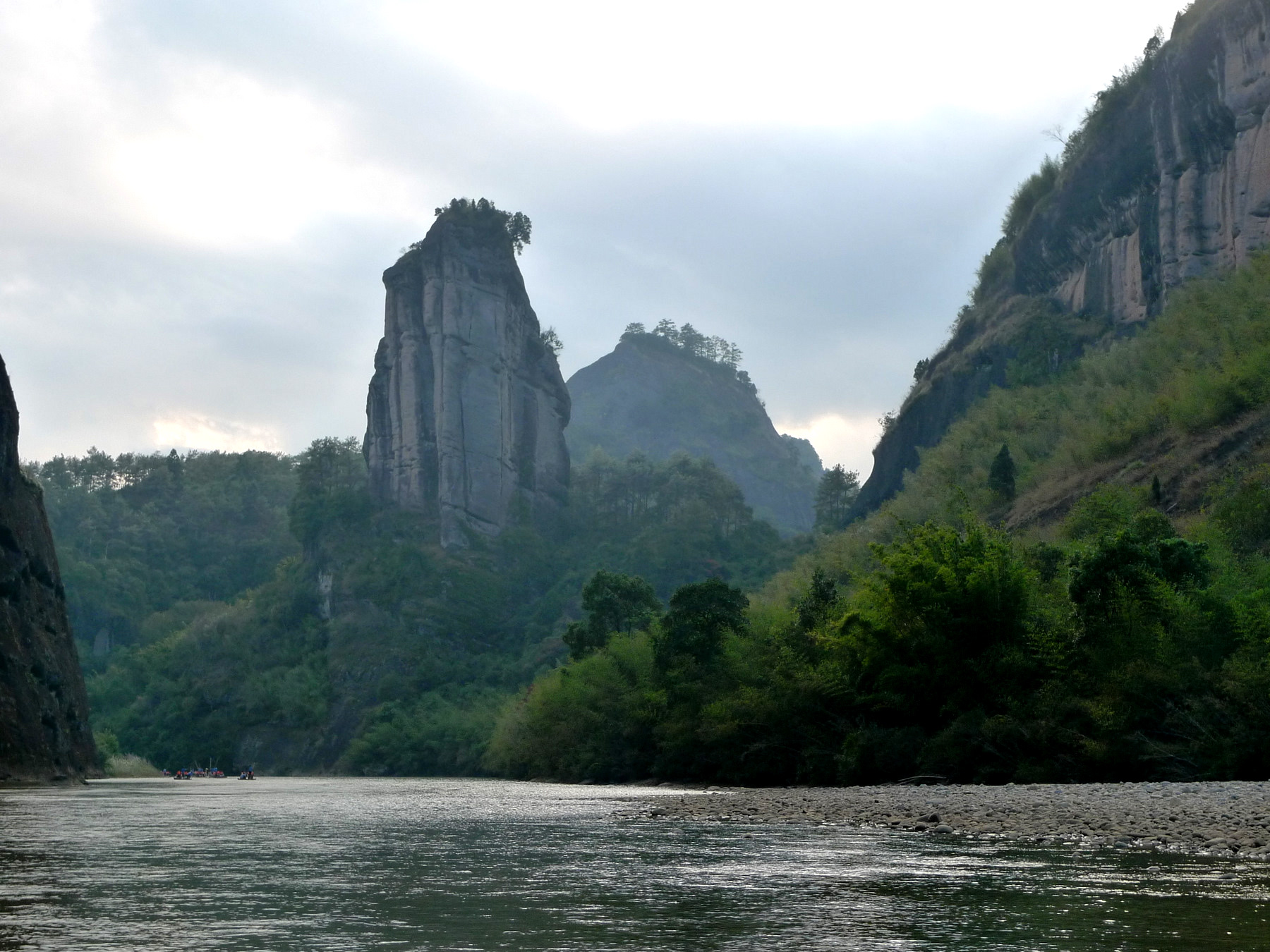
九曲溪
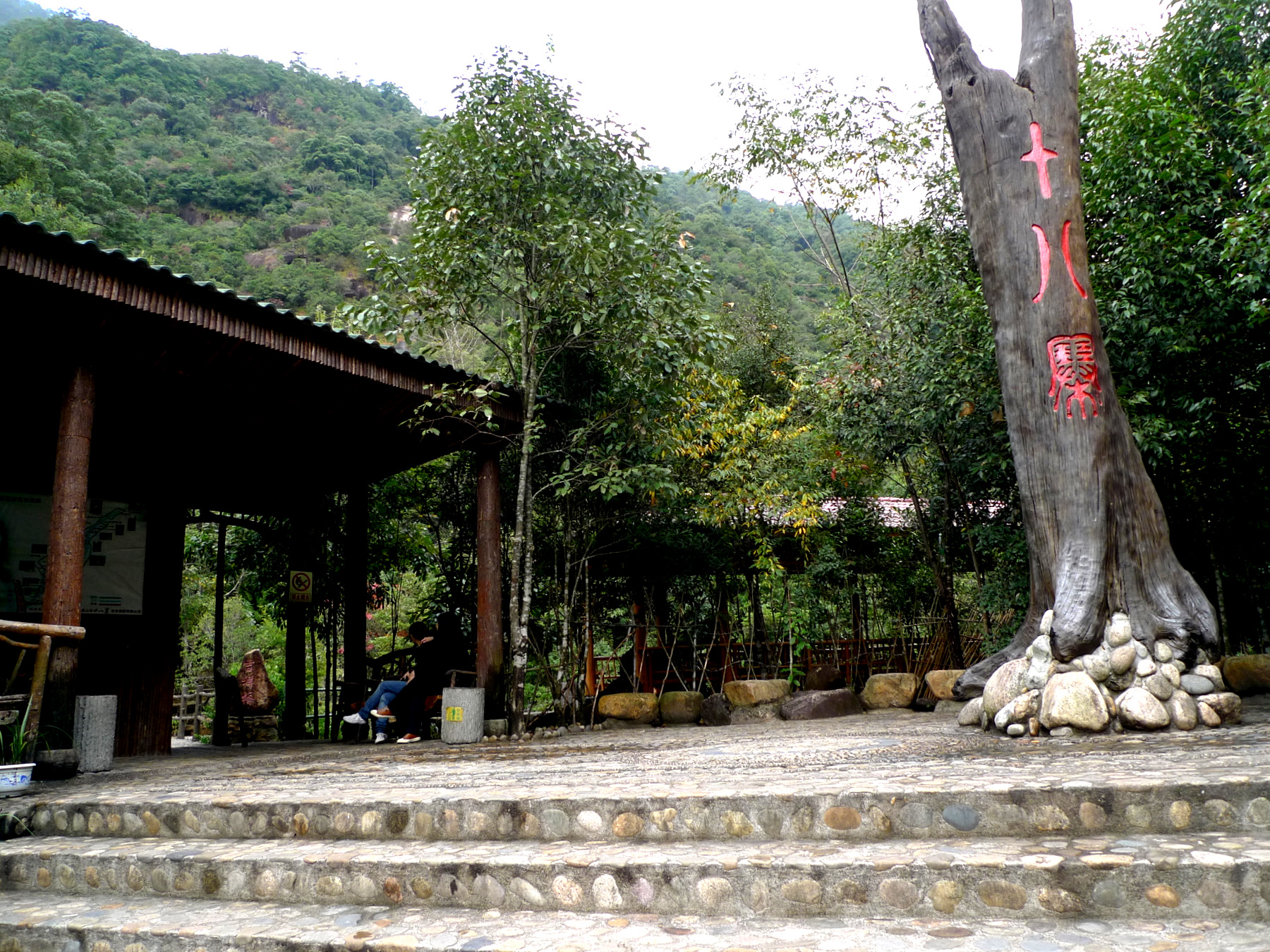
武夷山十八寨
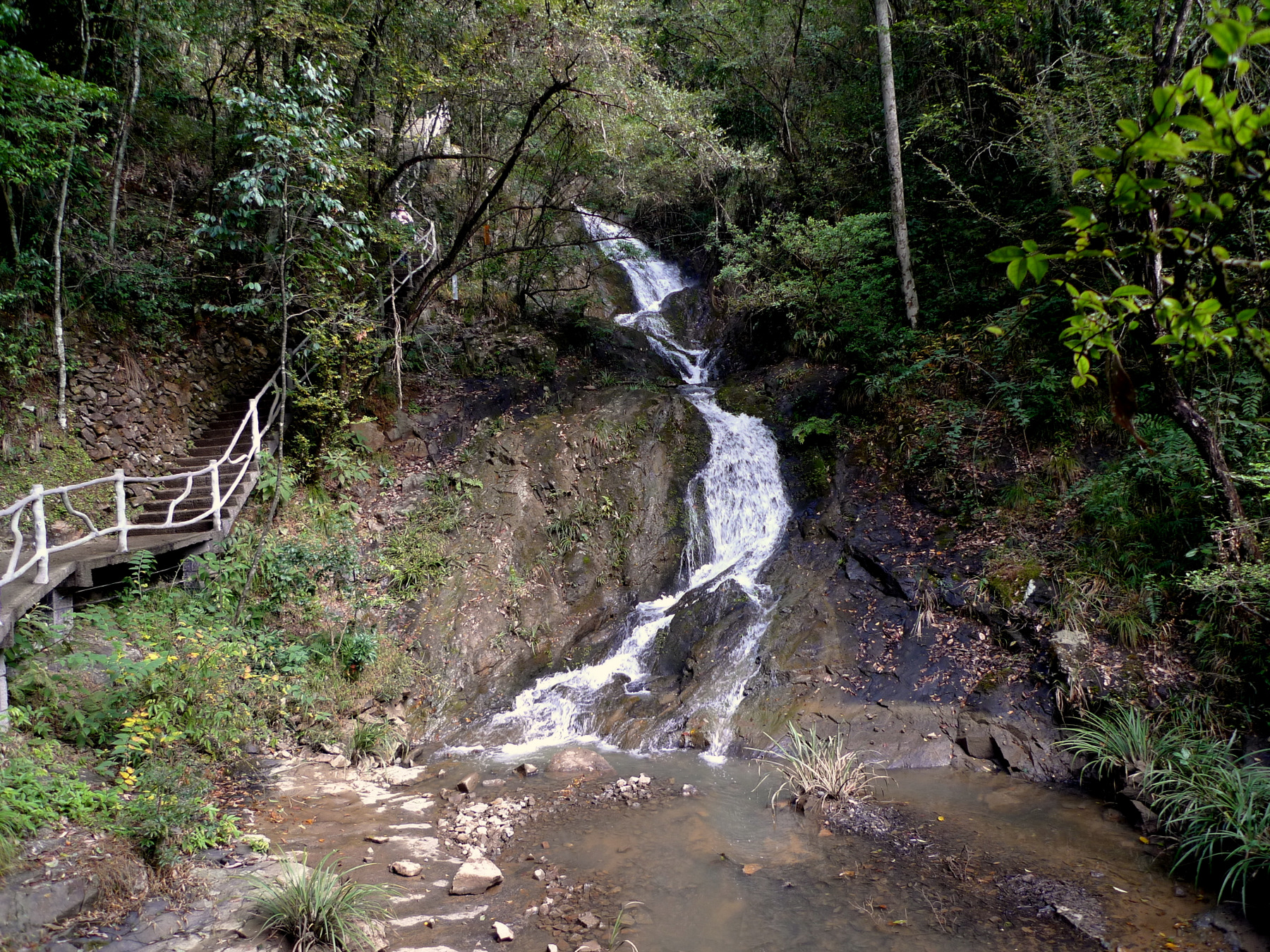
武夷山思乡瀑
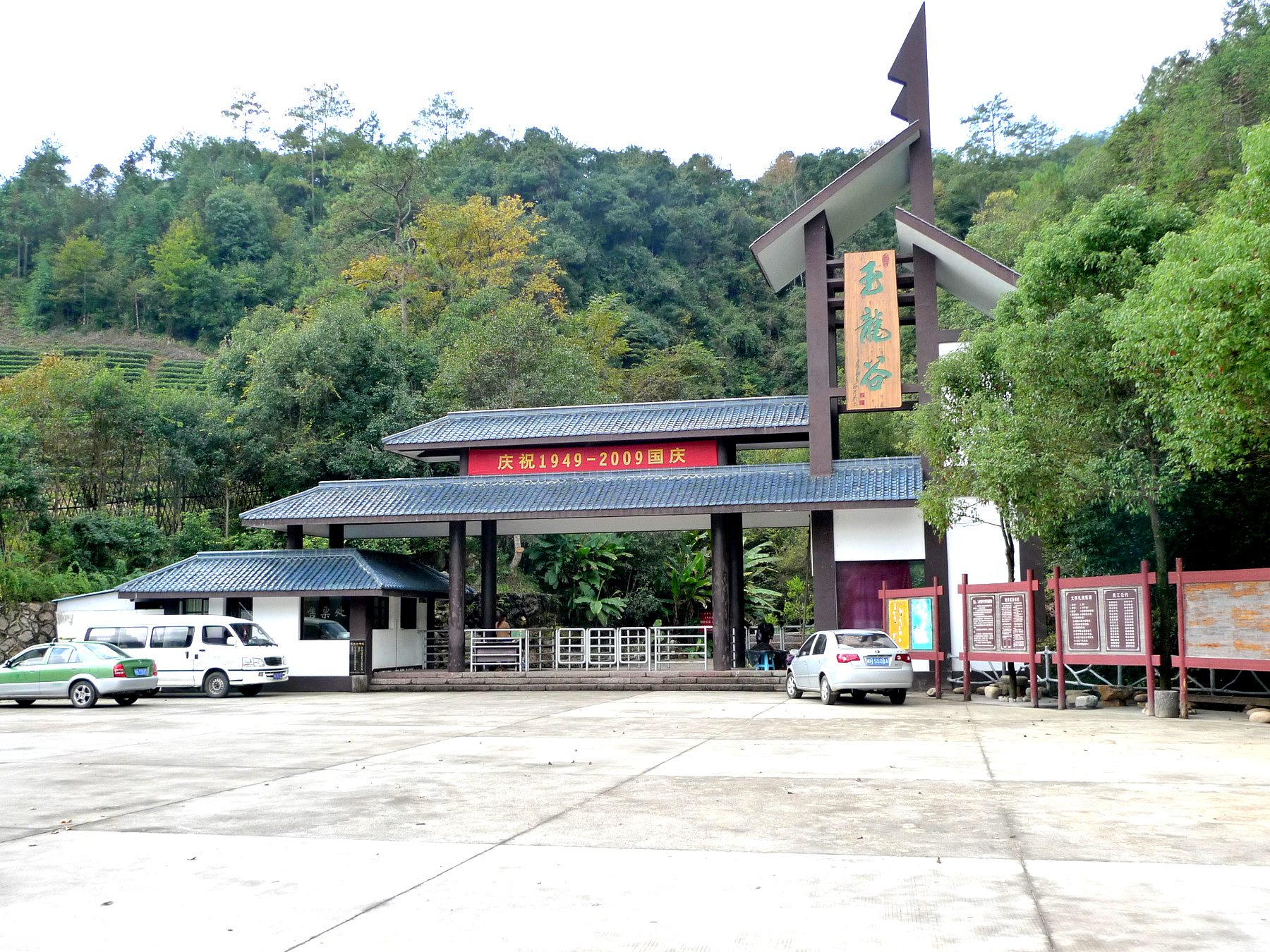
武夷山玉龙谷
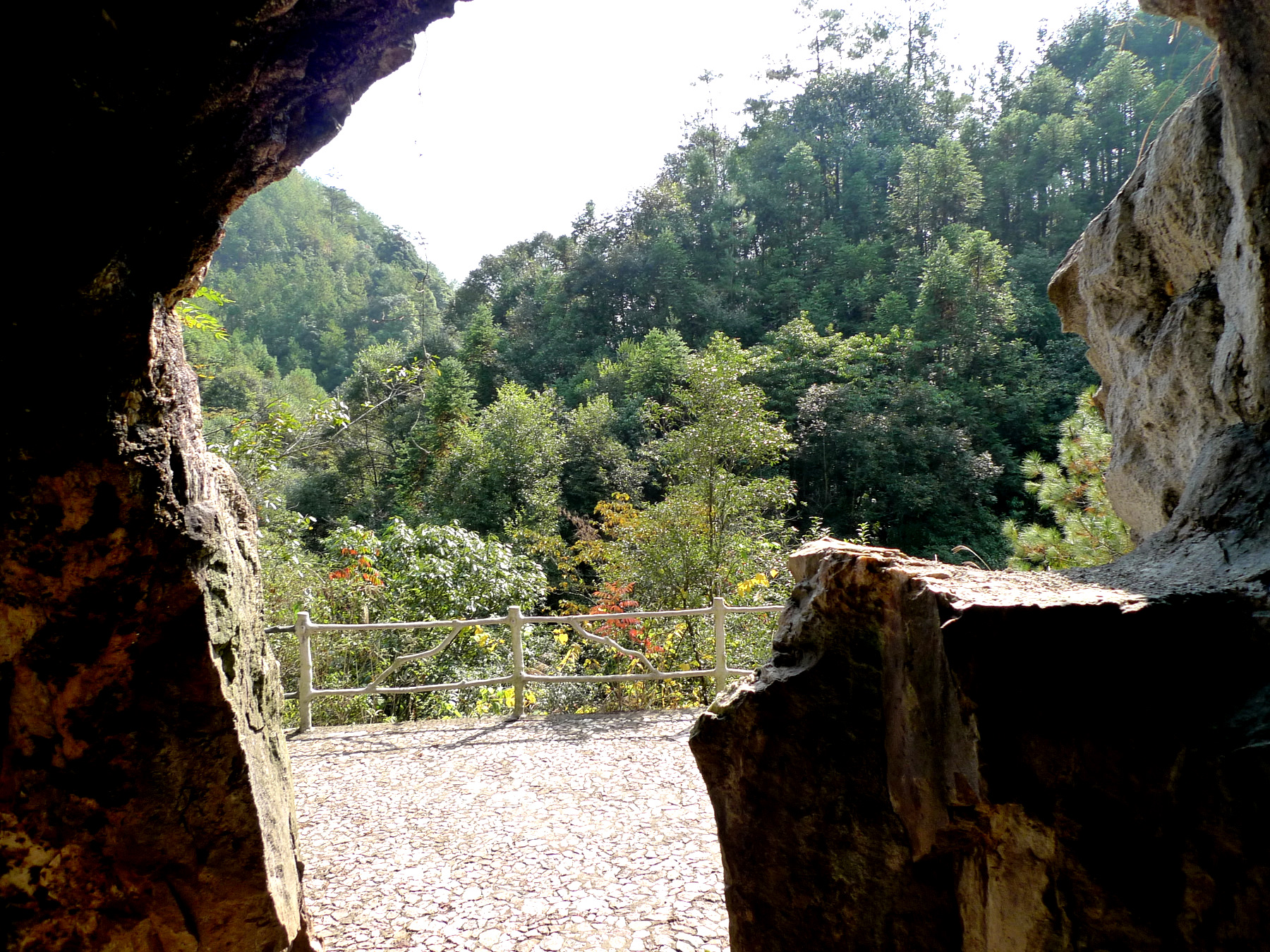
武夷山玉龙洞
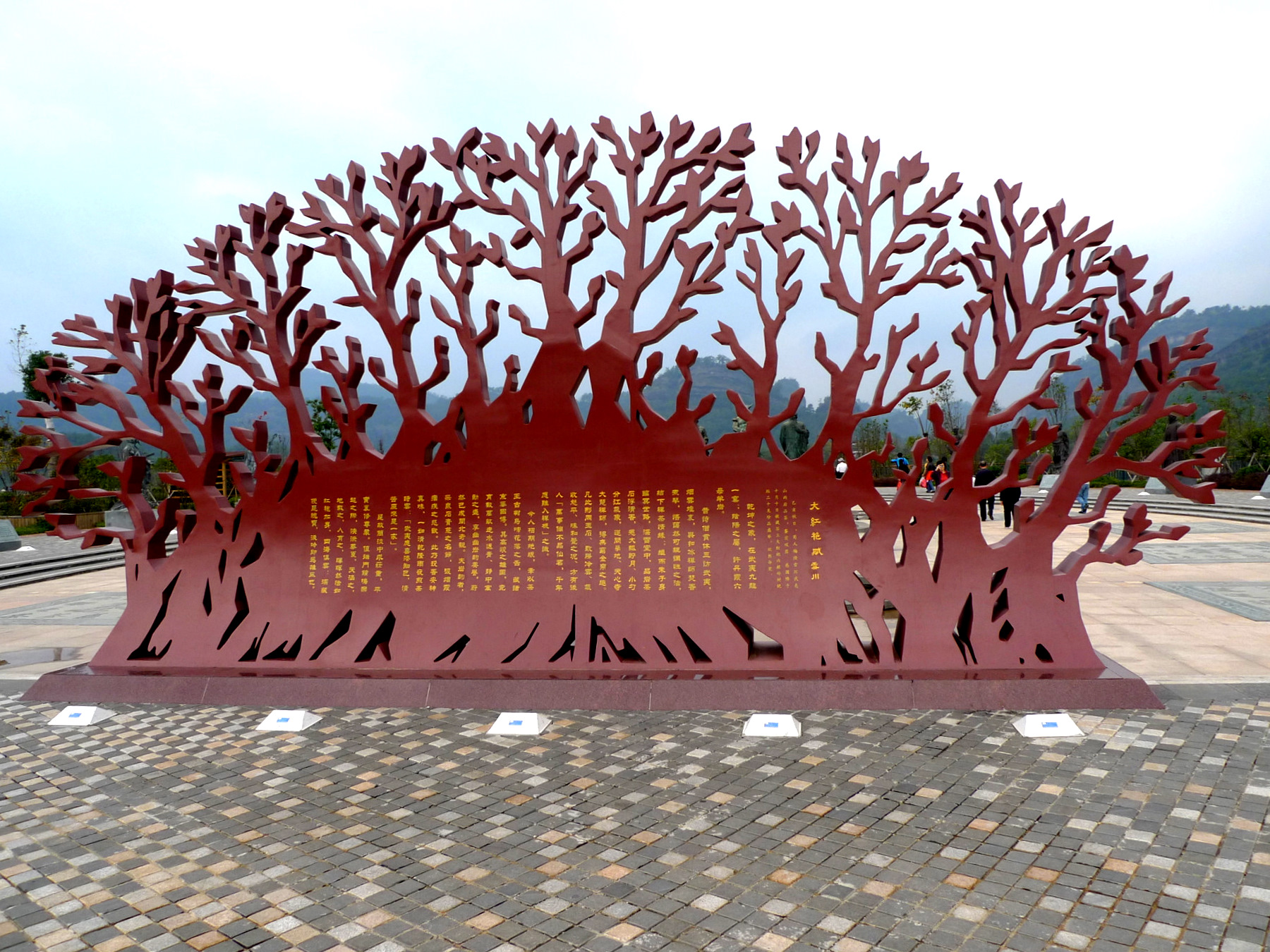
武夷山茶博园
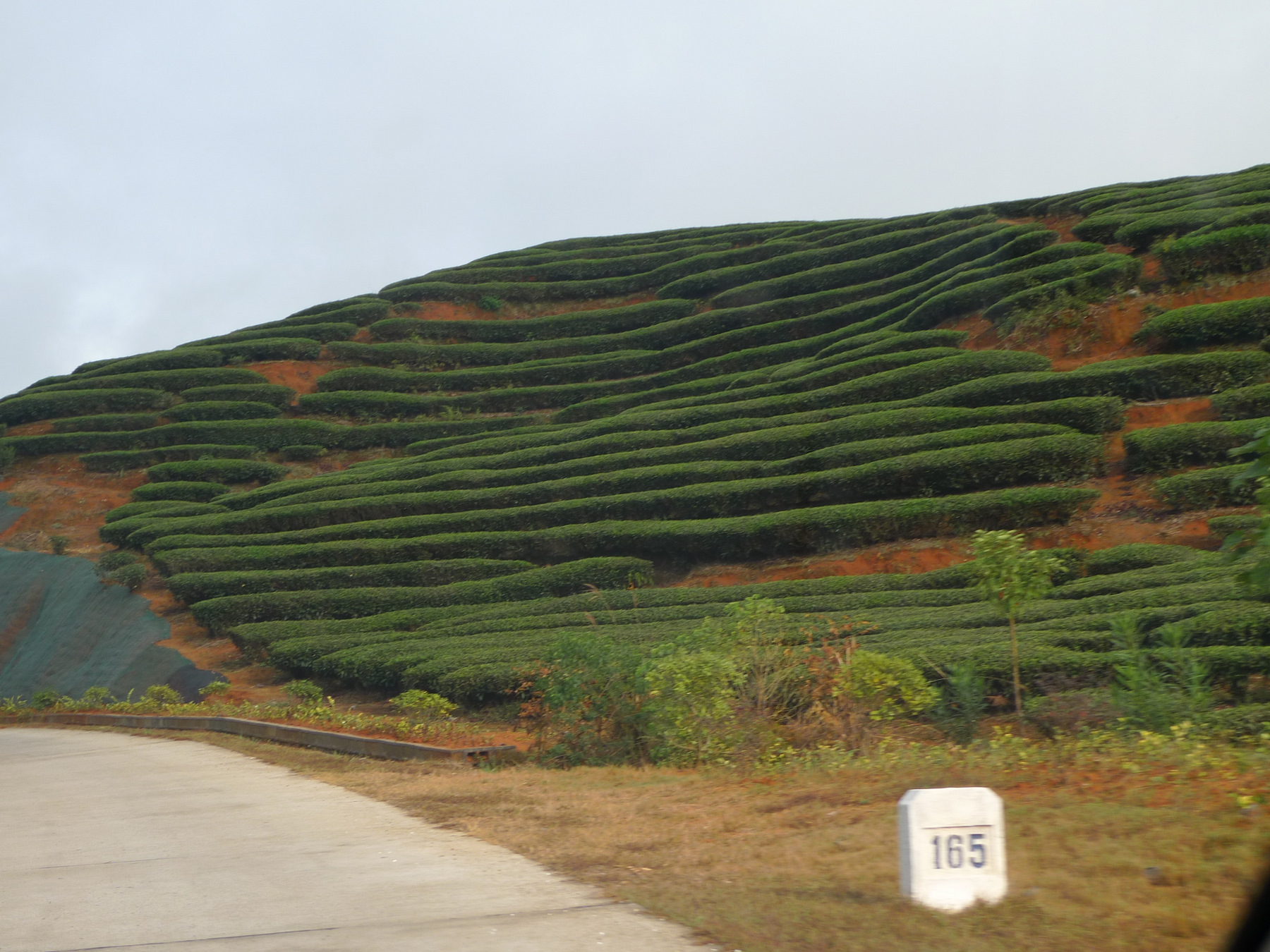
武夷山茶园
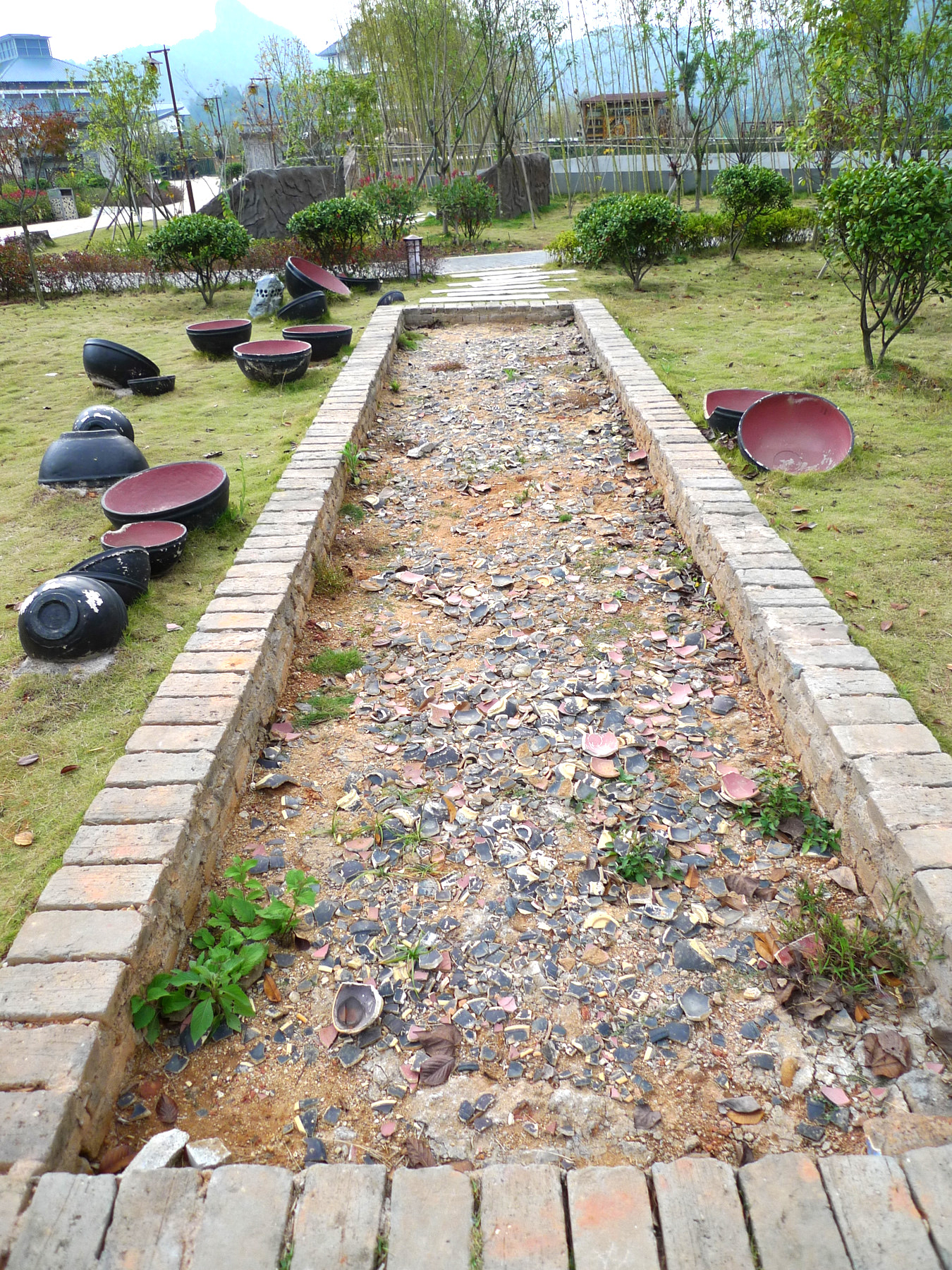
武夷山宋代窑址
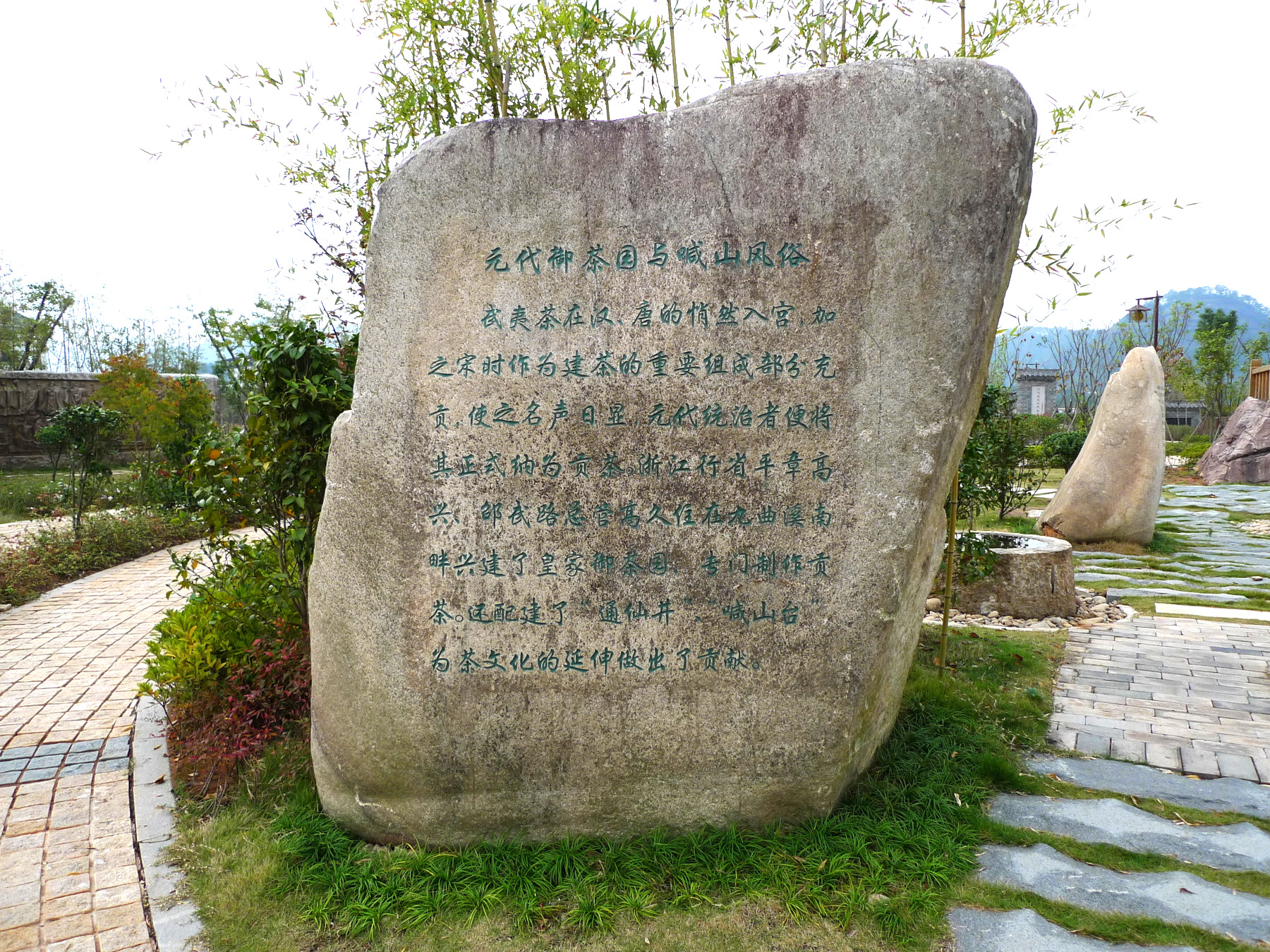
武夷山元代御茶园.
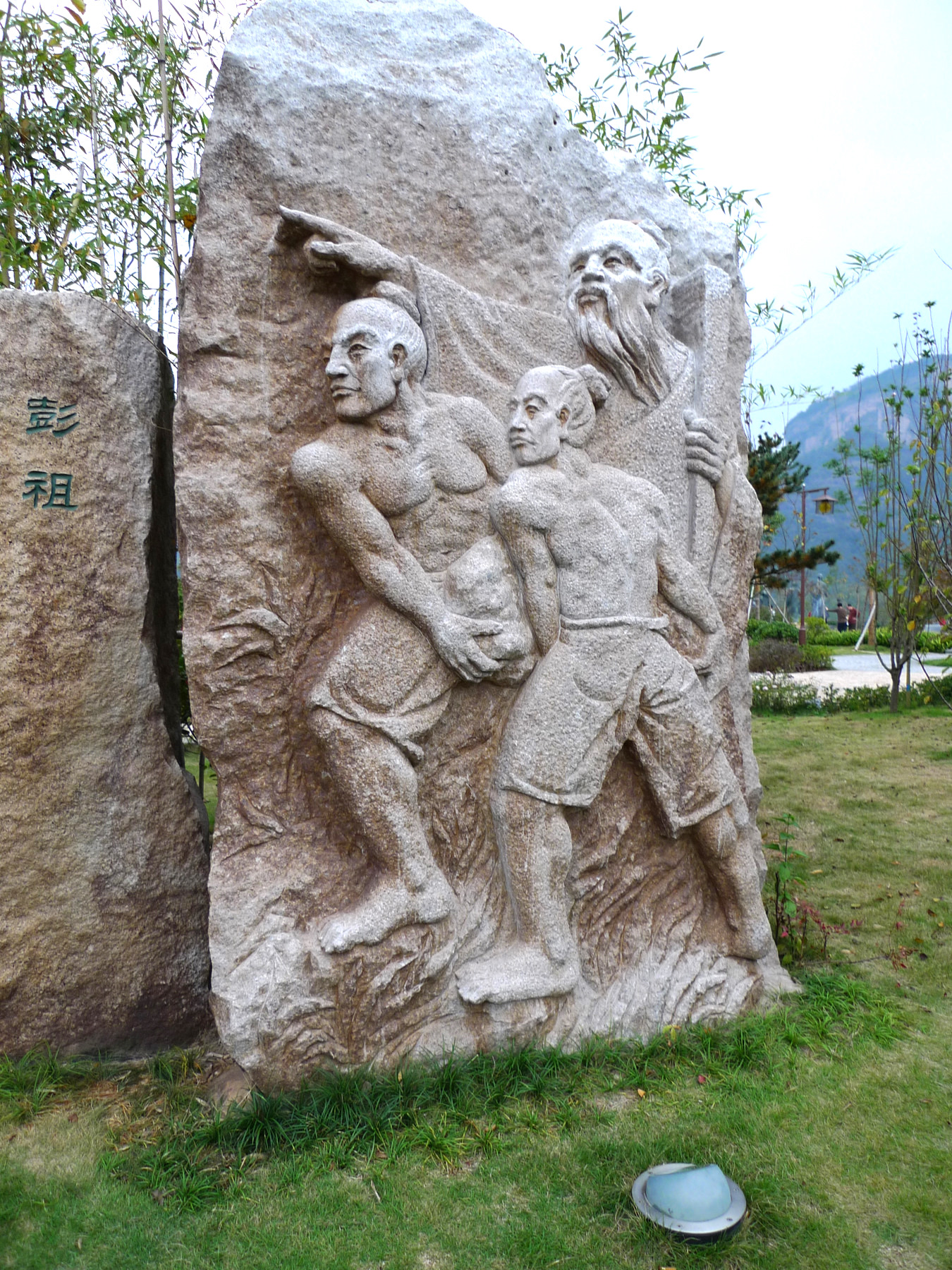
武夷山茶园彭祖雕像
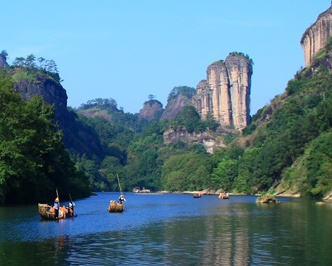

## 事故
2011年7月14日上午8点50分左右，武夷山公馆大桥北端发生垮塌，一辆旅游大巴车坠入桥下，当场造成1人死亡，22人受伤，受伤人员已全部送往当地医院救治
。